# RK 95 TP
Rk 95 Tp (tiếng Phần Lan: Rynnäkkökivääri 95 Taittoperä) là súng trường tấn công dùng đạn 7,62×39mm của Phần Lan. Súng được thiết kế hồi cuối thập niên 1980 và đưa vào sử dụng trong Quân đội Phần Lan từ năm 1995. Súng có cơ chế nạp đạn bằng khí nén với hệ thống trích khí dài, thoi nạp đạn xoay, đa chế độ bắn (bán tự động và tự động). Báng súng bằng kim loại bọc nhựa, có thể gập lại. Hộp tiếp đạn là hộp cong 30 viên giống như hộp tiếp đạn của súng AK, nhưng làm bằng nhựa polymer chịu lực và trong suốt. Súng có chỗ gắn chạc 3 chân hoặc súng phóng lựu.
Rk 95 Tp là một cải tiến lớn từ Rk 62; còn Rk 62 lại là một phiên bản của AK-47. Những cải tiến chính là:
- Báng súng: có thể gập lại. Ống phía trên của báng súng rỗng để chứa dụng cụ.

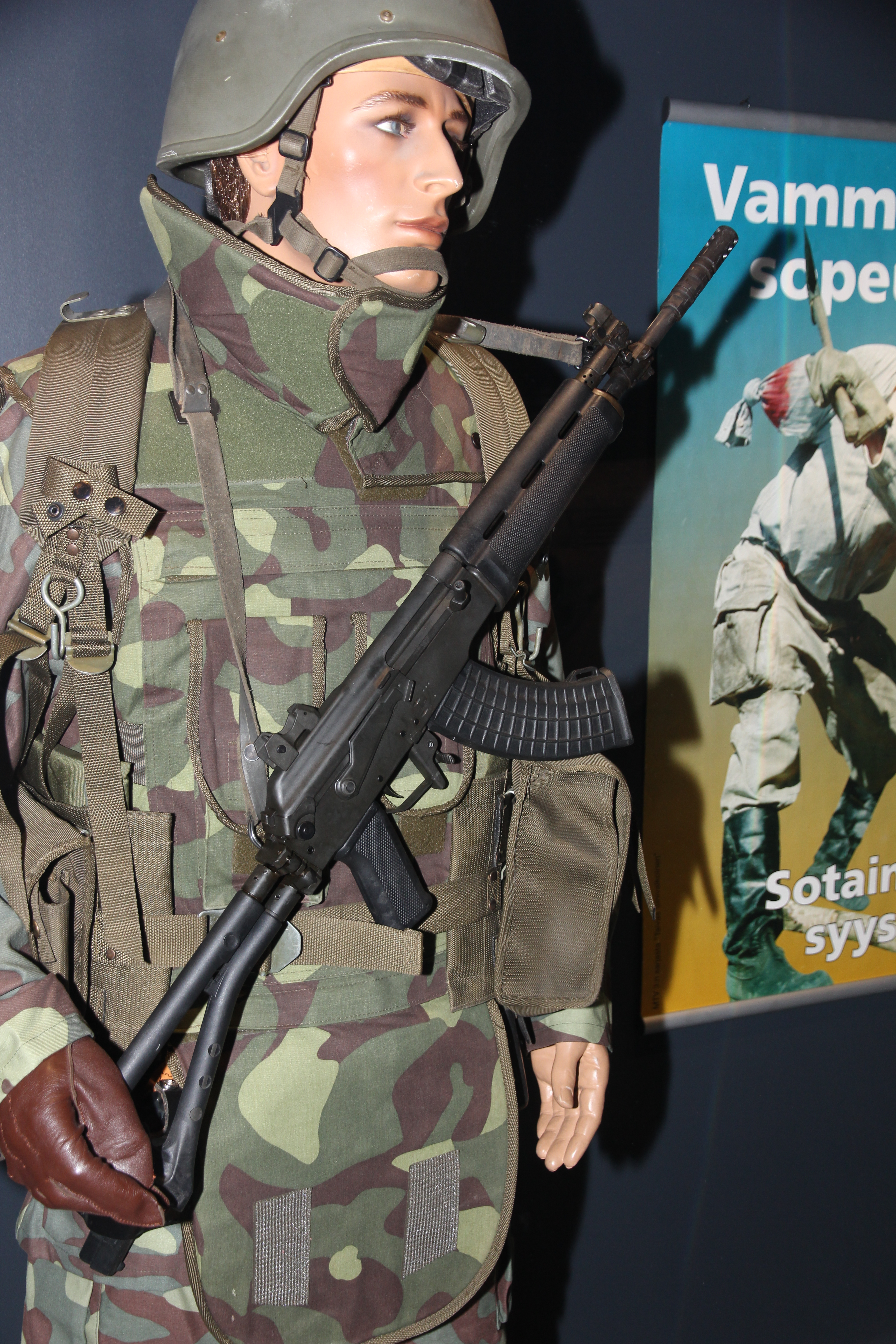
Người lính Phần Lan từ những năm 1990 trong bộ đồng phục ngụy trang M/91 với súng trường tấn công Rk 95 Tp.

- Van điều chỉnh áp lực khí nén
- Hãm nòng chống giật